# Roberto Trashorras
Roberto Trashorras Gayoso (Rábade, Lugo, España; 28 de febrero de 1981) es un exfutbolista y entrenador español que dirigió al  C. D. Lugo en la Primera División RFEF.

## Trayectoria

### Como jugador
Comenzó su formación en el Racing Club Villalbés hasta 1996 que se incorpora a las categorías inferiores del F. C. Barcelona donde militó hasta el 2003, y donde se ganó su apodo de la brujita del mini por su parecido con el futbolista Juan Sebastián Verón. En un principio jugaba como delantero centro, pero sus numerosas asistencias en Segunda B con el equipo filial llamaron la atención de su entrenador (y exfutbolista del Celta de Vigo) Quique Costas, que lo reconvirtió a la posición de mediapunta.
A los 20 años, tras una gran temporada en el filial, el entonces entrenador del primer equipo Carlos Rexach lo llamó para realizar la pretemporada. Fue así como el 8 de agosto de 2001, el Fútbol Club Barcelona se enfrentaba al Wisla Cracovia en la fase de clasificación para la Liga de Campeones de la UEFA; y en el minuto 86, con el partido 3-4 a favor de los azulgranas, Trashorras entró en el terreno de juego sustituyendo a Luis Enrique, y debutando con el primer equipo. Su debut en Primera División se vio postergado hasta el 7 de octubre de 2001, cuando fue convocado para el partido de liga en Riazor frente al Deportivo de la Coruña, junto con el también canterano Fernando Navarro; ya que muchos jugadores de la primera plantilla tenían compromisos internacionales. Trashorras entró en el minuto 68 sustituyendo a Alfonso Pérez Muñoz, con el marcador 2 a 1 a favor del Deportivo. Rexach le situó de extremo derecho, y a punto estuvo de marcar el gol del empate en un rechace de un saque de esquina. Finalmente, el partido acabó con la victoria de los coruñeses por 2 a 1. El 30 de agosto de 2003, tras darle el presidente Joan Laporta la carta de libertad se marcha al filial del eterno rival, el Real Madrid de Carlos Queiroz. Sin embargo, tras dos años no llegó a debutar con el primer equipo.

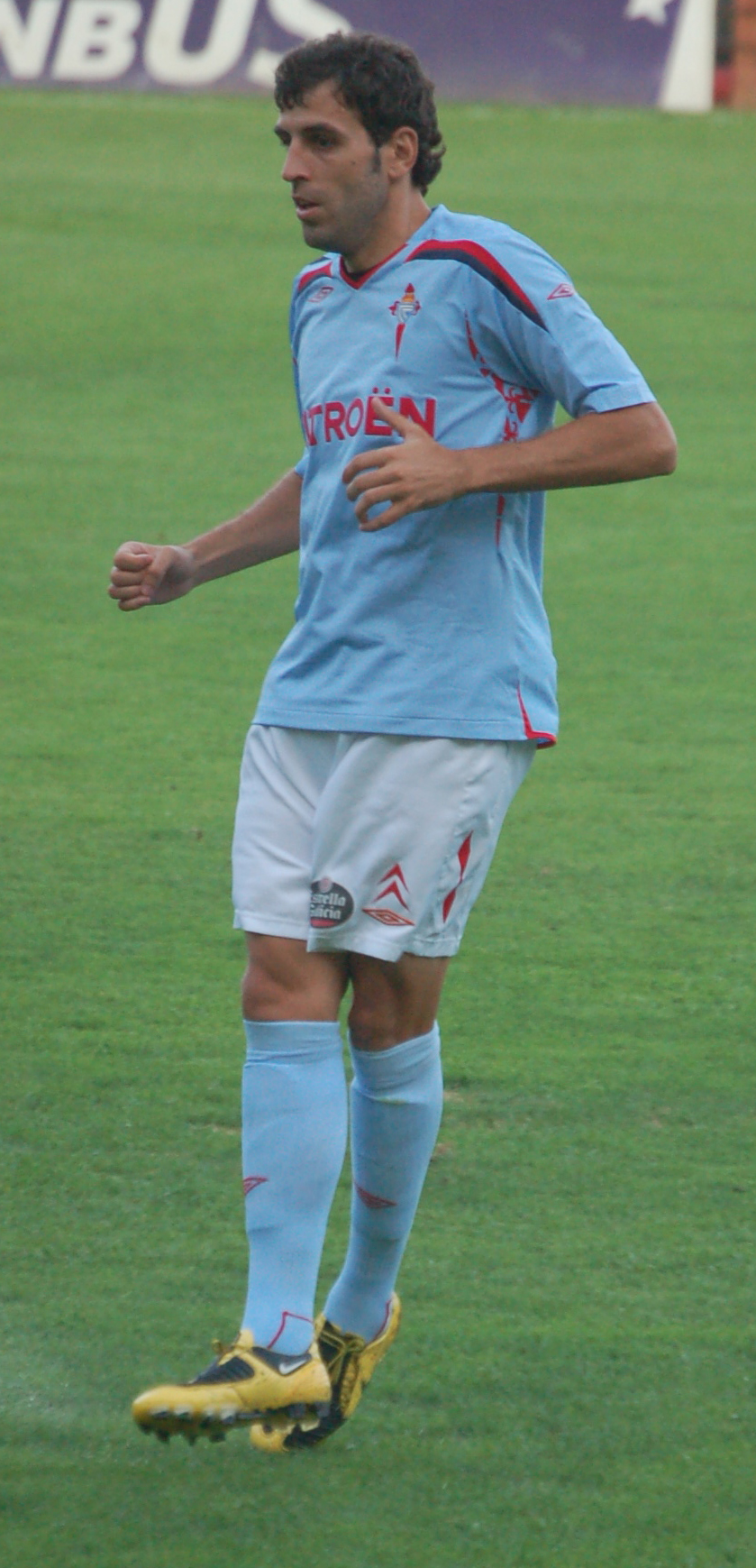
Trashorras jugando con el Celta de Vigo en 2009

El 19 de octubre de 2005 abandona la disciplina merengue para fichar por el C. D. Numancia hasta el final de la temporada 2005-06. Durante el verano del 2006 tuvo ofertas de equipos extranjeros, pero su negativa a marcharse del fútbol español hizo que, en octubre de ese mismo año, recalase en la U. D. Las Palmas.

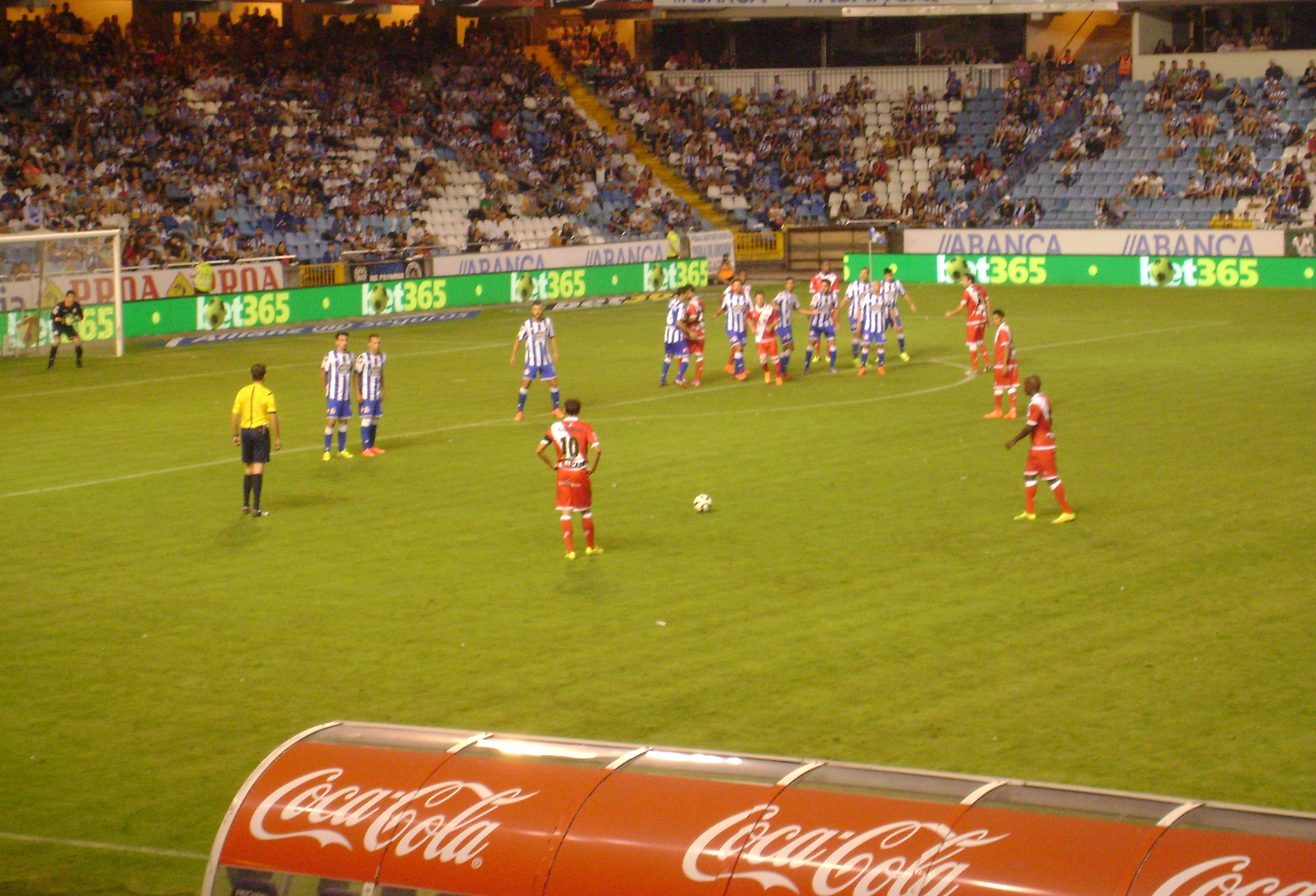
Trashorras se dispone a lanzar una falta.

Dos años después terminó contrato con la U. D. Las Palmas, y tras valorar muchas ofertas finalmente recaló en el Celta de Vigo, firmando un contrato por cuatro temporadas. Al finalizar la temporada en 2011 el Celta le instó a fichar por otro conjunto con el fin de ahorrarse su alta ficha. Recibió ofertas de clubes ingleses, entre ellos el Fulham F. C. pero las rechazó.
Finalmente acabó recalando en las filas del Rayo Vallecano, equipo en el que llegó a ser capitán y titular indiscutible. Sin embargo, en la temporada 2017-18 no disputó tantos minutos como venía siendo habitual, quedándose incluso fuera de varias convocatorias. En el mercado de invierno rescinde su contrato con la entidad franjirroja. El 29 de agosto de 2018 anunció su retirada en su cuenta oficial de Twitter.

### Como entrenador
En la temporada 2021-22 inició su carrera de entrenador, haciéndose cargo del Juvenil "B" del C. D. Lugo. En junio de 2022 pasó al banquillo del Polvorín Fútbol Club, filial del C. D. Lugo, en la Tercera División RFEF.
El 19 de febrero de 2024, tras la destitución de Paulo Alves firma como entrenador del C. D. Lugo de la Primera División RFEF.

## Clubes

### Como jugador
| Club                | País   | Año       |
| ------------------- | ------ | --------- |
| F. C. Barcelona "C" | España | 1999      |
| F. C. Barcelona "B" | España | 1999-2003 |
| Real Madrid "B"     | España | 2003-2005 |
| C. D. Numancia      | España | 2005-2006 |
| U. D. Las Palmas    | España | 2006-2008 |
| R. C. Celta de Vigo | España | 2008-2011 |
| Rayo Vallecano      | España | 2011-2018 |

### Como entrenador
| Club                   | País   | Año       |
| ---------------------- | ------ | --------- |
| C. D. Lugo Juvenil "B" | España | 2021-2022 |
| Polvorín F. C.         | España | 2022-2024 |
| C. D. Lugo             | España | 2024      |